# Nội các Donald Trump thứ hai
Nội các Donald Trump thứ hai (tiếng Anh: Second cabinet of Donald Trump) là Nội các trong nhiệm kỳ thứ hai của Tổng thống Donald Trump. Trump nhậm chức Tổng thống Hoa Kỳ thứ 47 ngày 20 tháng 1 năm 2025 và theo Điều khoản Bổ nhiệm của Hiến pháp Hoa Kỳ, Tổng thống có thẩm quyền đề cử các thành viên trong Nội các của mình để Thượng viện Hoa Kỳ phê chuẩn.
Trước khi được phê chuẩn và trong các phiên điều trần Quốc hội, một thành viên cấp cao của một cơ quan hành pháp sẽ tạm thời lãnh đạo các chức vụ trong nội các đang chờ xác nhận. Việc thành lập Nội các là một phần trong quá trình chuyển giao quyền lực sau cuộc bầu cử tổng thống năm 2024.
Bài viết này ghi lại quá trình đề cử và phê chuẩn cho bất kỳ ứng cử viên nội các nào thành công hoặc không thành công trong chính quyền Trump thứ hai. Các ứng cử viên được liệt kê theo thứ tự thành lập các chức vụ trong nội các (cũng được sử dụng làm cơ sở cho thứ tự kế nhiệm tổng thống Hoa Kỳ).

## Cuộc bầu cử Tổng thống

### Diễn biến của chiến dịch bầu cử
Trong cuộc bầu cử sơ bộ của Đảng Cộng hòa năm 2024, Trump đã nhận được sự ủng hộ của 2268 trong số 2377 đại biểu và được xác nhận là ứng cử viên tổng thống của Đảng Cộng hòa tại đại hội đảng vào ngày 18 tháng 7 năm 2024.

### Bầu cử
Trong cuộc bầu cử tổng thống năm 2024, Trump đã giành được 312 trong số 538 phiếu đại cử tri đoàn, với số phiếu tối thiểu bắt buộc là 270 phiếu, đảm bảo ông sẽ trở lại nắm quyền vào ngày 20 tháng 1 năm 2025.

## Nội các
Tất cả các thành viên chính thức Nội các Hoa Kỳ, với tư cách là người đứng đầu các cơ quan hành pháp, đều cần có sự tư vấn và chấp thuận từ Thượng viện Hoa Kỳ sau khi được Tổng thống bổ nhiệm trước khi nhậm chức. Chức vụ Phó Tổng thống là ngoại lệ, vì chức vụ này đòi hỏi phải được bầu cử theo Hiến pháp Hoa Kỳ. Tổng thống cũng có thể chỉ định người đứng đầu các cơ quan khác và các thành viên trong Văn phòng Hành pháp của Tổng thống không cần sự phê chuẩn từ Thượng viện làm thành viên cấp nội các. Nội các thường họp với Tổng thống trong Phòng Nội các, nằm cạnh Phòng Bầu dục.
Do Đảng Cộng hòa sẽ kiểm soát Thượng viện khóa tiếp theo, dự kiến rằng tất cả những người đề cử bởi Tổng thống Trump sẽ được phê chuẩn mà ít gặp phải sự phản đối. Tuy nhiên, một số đề cử đã bị một số thượng nghị sĩ thuộc Đảng Cộng hòa chỉ trích.
Vào ngày 12 tháng 11 năm 2024, tổng thống đắc cử Trump thông báo rằng Elon Musk và Vivek Ramaswamy sẽ cùng nhau lãnh đạo Bộ Hiệu quả Chính phủ trong nhiệm kỳ thứ hai của ông. Mặc dù tên gọi như vậy, nhưng khả năng cao đây không phải là một cơ quan hành pháp liên bang chính thức, vì việc thành lập các bộ chính thức cần có sự phê chuẩn từ Quốc hội. Nhiều khả năng đây sẽ là một cơ quan thuộc Văn phòng Hành pháp của Tổng thống hoặc một ủy ban tổng thống làm việc chặt chẽ với Văn phòng Quản lý và Ngân sách.
Dưới đây là danh sách những người được Tổng thống đắc cử Hoa Kỳ đề cử làm thành viên nội các.
| Nội các Tổng thống Donald Trump thứ hai | Nội các Tổng thống Donald Trump thứ hai                        | Nội các Tổng thống Donald Trump thứ hai                                                                   | Nội các Tổng thống Donald Trump thứ hai                                           |
| --- | -------------------------------------------------------------- | --- | --------------------------------------------------------------------------------- |
| Chức vụ được bầu, và không dựa theo sự tín nhiệm từ Tổng thống (so với tất cả thành viên Nội các còn lại) Chưa được Thượng viện phê chuẩn Đảm nhiệm với vai trò quyền Không cần Thượng viện phê chuẩn |                                                                | |                                                                                   |
| Thành viên Nội các |                                                                | |                                                                                   |
| Chức vụ Ngày đề cử/phê chuẩn | Người được chọn                                                | Chức vụ Ngày đề cử/phê chuẩn                                                                              | Người được chọn                                                                   |
| Phó Tổng thống Đề cử 15 tháng 7 năm 2024 Được bầu 5 tháng 11 năm 2024 Phê chuẩn 20 tháng 1 năm 2025                                                                                                   | Thượng nghị sĩ Hoa Kỳ JD Vance từ Ohio                         | Bộ trưởng Bộ Ngoại giao Đề cử ngày 12 tháng 11 năm 2024 Nhậm chức ngày 21 tháng 1 năm 2025                | Thượng nghị sĩ Hoa Kỳ Marco Rubio từ Florida                                      |
| Bộ trưởng Bộ Tài chính Đề cử ngày 22 tháng 11 năm 2024 Nhậm chức ngày 28 tháng 1 năm 2025 | CEO Key Square Group Scott Bessent từ South Carolina           | Bộ trưởng Bộ Quốc phòng Đề cử ngày 12 tháng 11 năm 2024 Nhậm chức ngày 25 tháng 1 năm 2025                | Thiếu tá Lục quân và người dẫn chương trình truyền hình Pete Hegseth từ Tennessee |
| Bộ trưởng Bộ Tư pháp Đề cử 21 tháng 11 năm 2024 Nhậm chức ngày 5 tháng 2 năm 2025 | Cựu tổng chưởng lý tiểu bang Pam Bondi từ Florida              | Bộ trưởng Bộ Nội vụ Đề cử ngày 14 tháng 11 năm 2024 Nhậm chức ngày 1 tháng 2 năm 2025                     | Cựu Thống đốc Doug Burgum từ North Dakota                                         |
| Bộ trưởng Bộ Nông nghiệp Đề cử ngày 23 tháng 11 năm 2024 Nhậm chức ngày 13 tháng 2 năm 2025 | Chủ tịch AFPI Brooke Rollins từ Texas                          | Bộ trưởng Bộ Thương mại Đề cử ngày 19 tháng 11 năm 2024 Nhậm chức ngày 21 tháng 2 năm 2025                | CEO Cantor Fitzgerald Howard Lutnick từ New York                                  |
| Bộ trưởng Bộ Lao động Đề cử ngày 22 tháng 11 năm 2024 Nhậm chức ngày 11 tháng 3 năm 2025 | Dân biểu Hoa Kỳ Lori Chavez-DeRemer từ Oregon                  | Bộ trưởng Bộ Y tế và Dịch vụ Nhân sinh Đề cử ngày 14 tháng 11 năm 2024 Nhậm chức ngày 13 tháng 2 năm 2025 | Luật sư và nhà hoạt động Robert F. Kennedy Jr. từ California                      |
| Bộ trưởng Gia cư và Phát triển Đô thị Đề cử ngày 22 tháng 11 năm 2024 Nhậm chức ngày 5 tháng 2 năm 2025                                                                                               | Cựu dân biểu tiểu bang Scott Turner từ Texas                   | Bộ trưởng Bộ Giao thông Đề cử ngày 18 tháng 11 năm 2024 Nhậm chức ngày 28 tháng 1 năm 2025                | Cựu Dân biểu Hoa Kỳ Sean Duffy từ Wisconsin                                       |
| Bộ trưởng Bộ Năng lượng Đề cử ngày 16 tháng 11 năm 2024 Nhậm chức ngày 3 tháng 2 năm 2025 | CEO Liberty Energy Chris Wright từ Colorado                    | Bộ trưởng Bộ Giáo dục Đề cử ngày 19 tháng 11 năm 2024 Nhậm chức ngày 3 tháng 3 năm 2025                   | Cựu Cục trưởng SBA Linda McMahon từ Connecticut                                   |
| Bộ trưởng Bộ Cựu chiến binh Đề cử ngày 14 tháng 11 năm 2024 Nhậm chức ngày 5 tháng 2 năm 2025 | Cựu Dân biểu Hoa Kỳ Doug Collins từ Georgia                    | Bộ trưởng Bộ An ninh Nội địa Đề cử ngày 12 tháng 11 năm 2024 Nhậm chức ngày 25 tháng 1 năm 2025           | Thống đốc Kristi Noem từ South Dakota                                             |
| Chức vụ cấp Nội các |                                                                | |                                                                                   |
| Chức vụ Ngày đề cử/phê chuẩn | Người được chọn                                                | Chức vụ Ngày đề cử/phê chuẩn                                                                              | Người được chọn                                                                   |
| Chánh văn phòng Nhà Trắng Đề cử ngày 7 tháng 11 năm 2024 Nhậm chức ngày 20 tháng 1 năm 2025 | Cố vấn chính trị Susie Wiles từ Florida                        | Giám đốc Cục Bảo vệ Môi sinh Hoa Kỳ Đề cử ngày 11 tháng 11 năm 2024 Nhậm chức ngày 29 tháng 1 năm 2025    | Cựu Dân biểu Hoa Kỳ Lee Zeldin từ New York                                        |
| Giám đốc Cục quản lý Hành chính và Ngân sách Hoa Kỳ Đề cử ngày 14 tháng 11 năm 2024 Nhậm chức ngày 7 tháng 2 năm 2025                                                                                 | Cựu Giám đốc OMB Russell Vought từ Virginia                    | Giám đốc Cơ quan Tình báo quốc gia Đề cử ngày 13 tháng 11 năm 2024 Nhậm chức ngày 23 tháng 1 năm 2025     | Cựu Dân biểu Hoa Kỳ Tulsi Gabbard từ Hawaii                                       |
| Giám đốc Cơ quan Tình báo Trung ương Đề cử ngày 12 tháng 11 năm 2024 Nhậm chức ngày 23 tháng 1 năm 2025                                                                                               | Cựu Giám đốc Cơ quan Tình báo Quốc gia John Ratcliffe từ Texas | Đại diện Thương mại Hoa Kỳ Đề cử 26 tháng 11 năm 2024 Nhậm chức ngày 27 tháng 2 năm 2025                  | Cựu chánh văn phòng USTR Jamieson Greer từ Washington, D.C.                       |
| Đại sứ tại Liên hợp quốc Đề cử 1 tháng 5 năm 2025 Chưa phê chuẩn | Cựu Cố vấn An ninh Quốc gia Michael Waltz từ Florida           | Quản lý Cơ quan Doanh nghiệp nhỏ Đề cử ngày 4 tháng 12 năm 2024 Nhậm chức ngày 20 tháng 2 năm 2025        | Cựu Thượng nghị sĩ Hoa Kỳ Kelly Loeffler từ Georgia                               |

## Quyền các viên chức Nội các
Vì các thành viên nội các phải được Thượng viện phê chuẩn, các quan chức tạm quyền thường được bổ nhiệm trong khoảng thời gian trước khi Thượng viện bỏ phiếu, theo Đạo luật Cải cách về Các chức vụ trống của Liên bang năm 1998. Đối với các chức vụ trong nội các, chỉ những người đã giữ một chức vụ được Thượng viện phê chuẩn vào cuối chính quyền trước đó mới đủ điều kiện. Thông thường, một nhân viên cấp cao của cùng cơ quan hành pháp có cấp bậc tương đương hoặc cao hơn GS-15 theo thang lương liên bang cũng sẽ đủ điều kiện. Tuy nhiên, điều này được cho là vi hiến trong trường hợp của các bộ trưởng thuộc các bộ hành pháp liên bang, mặc dù chưa từng được đưa ra tòa án để kiểm chứng.
| Chức vụ tạm quyền                                   | Người được bổ nhiệm   | Chức vụ đảm nhiệm                                           | Ngày giữ chức vụ tạm quyền |
| --------------------------------------------------- | --------------------- | ----------------------------------------------------------- | -------------------------- |
| Bộ trưởng Bộ Ngoại giao                             | Lisa D. Kenna         | Quyền Trợ lý Ngoại trưởng phụ trách Tình báo và Nghiên cứu  | 1                          |
| Bộ trưởng Bộ Tài chính                              | David Lebryk          | Trợ lý Bộ trưởng Tài chính phụ trách Tài chính công         | 8                          |
| Bộ trưởng Bộ Quốc phòng                             | Robert G. Salesses    | Phó Giám đốc Dịch vụ Trụ sở Washington                      | 5                          |
| Bộ trưởng Bộ Tư pháp                                | James McHenry         | Chánh Thẩm phán Phiên điều trần Hành chính                  | 136                        |
| Bộ trưởng Bộ Nội vụ                                 | Walter Cruickshank    | Phó Giám đốc Cục Quản lý Năng lượng Đại dương               | 12                         |
| Bộ trưởng Bộ Nông nghiệp                            | Gary Washington       | Giám đốc Thông tin                                          | 136                        |
| Bộ trưởng Bộ Thương mại                             | Jeremy Pelter         | Phó Trợ lý Bộ trưởng phụ trách Hành chính                   | 136                        |
| Bộ trưởng Bộ Lao động                               | Vince Micone          | Phó Trợ lý Bộ trưởng phụ trách Vận hành                     | 136                        |
| Bộ trưởng Bộ Y tế và Dịch vụ Nhân sinh              | Dorothy Fink          | Giám đốc Văn phòng Sức khỏe Phụ nữ                          | 136                        |
| Bộ trưởng Gia cư và Phát triển Đô thị               | Matt Ammon            | Giám đốc Văn phòng Kiểm soát Nguy cơ Chì và Nhà ở Lành mạnh | 136                        |
| Bộ trưởng Bộ Giao thông                             | Judith Kaleta         | Phó Tổng Cố vấn                                             | 8                          |
| Bộ trưởng Bộ Năng lượng                             | Ingrid Kolb           | Giám đốc Văn phòng Quản lý                                  | 15                         |
| Bộ trưởng Bộ Giáo dục                               | Denise Carter         | Phó Giám đốc Điều hành phụ trách Hỗ trợ Sinh viên           | 136                        |
| Bộ trưởng Bộ Cựu chiến binh                         | Todd B. Hunter        | Phó Giám đốc Điều hành Văn phòng Hỗ trợ Sứ mệnh             | 16                         |
| Bộ trưởng Bộ An ninh Nội địa                        | Benjamine Huffman     | Giám đốc Trung tâm Đào tạo Thi hành Luật Liên bang          | 5                          |
| Giám đốc Cục Bảo vệ Môi sinh Hoa Kỳ                 | James Payne           | Phó Tổng Cố vấn                                             | 9                          |
| Giám đốc Cục quản lý Hành chính và Ngân sách Hoa Kỳ | Matthew Vaeth         | Trợ lý Giám đốc phụ trách Tham khảo Lập pháp                | 136                        |
| Giám đốc Cơ quan Tình báo quốc gia                  | Stacey Dixon          | Phó Giám đốc Điều hành Tình báo Quốc gia                    | 5                          |
| Giám đốc Cơ quan Tình báo quốc gia                  | Lora Shiao            | Giám đốc Điều hành                                          | 130                        |
| Giám đốc Cơ quan Tình báo Trung ương                | Thomas Sylvester, Jr. | Phó Giám đốc Điều hành                                      | 3                          |
| Đại diện Thương mại Hoa Kỳ                          | Juan Millán           | Phó Tổng Cố vấn phụ trách Giám sát và Thi hành              | 11                         |
| Quản lý Cơ quan Doanh nghiệp nhỏ                    | Everett Woodel        | Giám đốc Khu vực Trung tâm và Nam Ohio                      | 11                         |